# ۱۸۳ (قمری)
۱۸۳ (قمری)، صد و هشتاد و سومین سال در گاهشماری هجری قمری است. اول محرم این سال برابر با شانزدهم فوریه سال ۷۹۹ میلادی است.

## درگذشتگان
- ۲۵ رجب: موسی کاظم هفتمین امام شیعیان.

## وابسته
- موسی بن جعفر